# Paris-Roubaix 2009
Paris-Roubaix 2009 a fost a 107-a ediție a Paris-Roubaix, o cursă clasică de ciclism de o zi din Franța. Evenimentul a avut loc pe 12 aprilie 2009 și s-a desfășurat pe o distanță de 259 kilometri până la velodromul din Roubaix. Câștigătorul a fost Tom Boonen din Belgia de la echipa Quick-Step.

## Rezultate
| Loc | Concurent                 | Echipă           | Timp      |
| --- | ------------------------- | ---------------- | --------- |
| 1   | Tom Boonen (BEL)          | Quick-Step       | 6h 15'54" |
| 2   | Filippo Pozzato (ITA)     | Katiușa–Alpecin  | + 47"     |
| 3   | Thor Hushovd (NOR)        | Cervélo TestTeam | + 1'17"   |
| DS  | Leif Hoste (BEL)          | Silence–Lotto    | + 1'17"   |
| 4   | Johan Vansummeren (BEL)   | Silence–Lotto    | + 1'22"   |
| 5   | Juan Antonio Flecha (ESP) | Rabobank         | + 2'14"   |
| 6   | Heinrich Haussler (GER)   | Cervélo TestTeam | + 3'13"   |
| 7   | Sylvain Chavanel (FRA)    | Quick-Step       | + 3'15"   |
| 8   | Manuel Quinziato (ITA)    | Liquigas         | + 5'00"   |
| 9   | Matti Breschel (DEN)      | Team Saxo Bank   | + 5'29"   |
| 10  | Wouter Weylandt (BEL)     | Quick-Step       | + 5'29"   |